# Kamen Rider OOO
Kamen Rider OOO (仮面ライダーＯＯＯ（オーズ）, Kamen Raidā Ōzu) is een Japanse tokusatsuserie, die van 5 september 2010 tot 28 augustus 2011 werd uitgezonden op TV Asahi. Het is de 21e van de Kamen Rider-series. De hoofdrol wordt vertolkt door Shu Watanabe.

## Verhaal
De serie draait om Eiji Hino, een man zonder baan, familie of dromen. Hij raakt echter tegen zijn wil betrokken bij een organisatie genaamd de Kogami Foundation, die zich inzet om een 800 jaar oud ras van dierachtige monsters, de Greeed, te bevechten. Eiji krijgt van een Greeed genaamd Ankh een speciale riem met drie medailles, waarmee hij Kamen Rider OOO (仮面ライダーオーズ, Kamen Raidā Ōzu) kan worden.
Als Kamen Rider OOO leert Eiji voor het eerst echt te leven. Hij krijgt echter wel de indruk dat de Kogami Foundation niet geheel is wie ze beweren te zijn.

## Personages

### Kamen Rider OOO
Eiji Hino (火野 映司, Hino Eiji)/Kamen Rider OOO (仮面ライダーオーズ, Kamen Raidā Ōzu) is de protagonist van de serie. Hij krijgt zijn kracht van een riem, waar altijd drie speciale medailles genaamd O Medals (オーメダル, Ō Medaru) in moeten worden gestopt. Afhankelijk van de medailles die hij gebruikt, kan hij veranderen naar verschillende gedaantes met elk hun eigen vaardigheid. Eiji is bij aanvang van de serie een zwerver, die desondanks een sterke wil heeft om anderen te helpen. Een paar jaar voor aanvang van de serie was hij tijdens een reis naar het buitenland getuige van een bombardement op een dorp tijdens een burgeroorlog, en hij was te verzwakt om iets te kunnen doen voor de bevolking. Mede daardoor is hij nu bereid alles te geven om anderen te beschermen. In de loop van de serie wordt langzaam duidelijk dat Eji zelf een Greeed is, en langzaam begint te veranderen. In de climax van de serie absorbeert hij alle Core Medals om Maki te verslaan, waarna hij zijn reis om de wereld vervolgt.

### Kogami Foundation
De Kogami Foundation (鴻上ファウンデーション, Kōgami Faundēshon) is een mysterieuze organisatie die veel kennis bezit over de Greeed. Ze helpen Kamen rider OOO daarom met zijn strijd tegen hen.
- Kosei Kogami (鴻上 光生, Kōgami Kōsei): de president van de Kogami Foundation. Hij wist op een of andere manier reeds af van het feit dat de Greeed terug zouden keren na een afwezigheid van 800 jaar. Hij houdt in zijn vrije tijd van het bakken van cake, wat de reden is dat zijn kantoor boven een bakkerij zit.
- Erika Satonaka (里中 エリカ, Satonaka Erika): Kogami’s secretaresse.
- Akira Date (伊達 明, Date Akira): een jongeman die een tijdje rond de wereld gereisd heeft alvorens te worden ingehuurd door de Kogami Foundation als Kamen Rider Birth] (仮面ライダーバース, Kamen Raidā Bāsu).
- Shintaro Goto (後藤 慎太郎, Gotō Shintarō): een voormalig politieagent die nu voor Kogami werkt. Hij is de leider van de motorfietsbrigade van de organisatie. Hij is de tweede persoon in de serie die kan veranderen in Kamen Rider Birth] (仮面ライダーバース, Kamen Raidā Bāsu)
- Kiyoto Maki (真木 清人, Maki Kiyoto): een van de beste wetenschappers van de Kogami Foundation. Hij heeft echter over vrijwel alles onenigheid met Kogami zelf. Hij is de maker van de Kamen Rider Birth-technologie. In de loop van de serie blijkt hij aan zijn eigen agenda te werken; hij wil via de Greeed en de Core Medals de wereld verwoesten. In de climax van de serie verandert hij zichzelf in de Kyouryu Greeed. In deze gedaante wordt hij verslagen door Kamen Rider OOO, waarna zijn lichaam in een zwart gat veranderd en vrijwel alle Core Medals verwoest.

### Greeed
De Greeed (グリード, Gurīdo) zijn de antagonisten van de serie. Ze zijn een ras van beestachtige monsters, die 800 jaar hebben geslapen maar nu weer ontwaken. De groep telt vijf primaire leden, die elk proberen de legendarische Multi King (複数の王, Fukusū no Ō) te worden door de O-Medals te bemachtigen. Ze beschouwen elkaar als bittere rivalen. De Greeed zijn geschapen door mensen toen die onder leiding van de originele Kamen Rider OOO probeerden onsterfelijkheid te verkrijgen.
De Greeed worden bijgestaan door de Yummy (ヤミー, Yamī); monsters gemaakt uit mensen met behulp van de medals.
- Uva (ウヴァ): de insect-Greeed. Hij vertoont kenmerken van een neushoornkever, bidsprinkhaan en sprinkhaan.
- Kazari (カザリ): de panter-Greeed, met kenmerken van een leeuw, tijger en cheetah.
- Gameru (ガメル): de Greeed van de zware dieren. Hij vertoont kenmerken van een neushoorn, gorilla en olifant.
- Mezūru (メズール): de Greeed van de zeedieren. Hij vertoont kenmerken van een sidderaal, octopus en orka.
- Ankh (アンク, Anku): een vogel-Greeed. Hij heeft geen eigen lichaam meer, en gebruikt daarom het lichaam van de overleden detective Shingo Izumi (泉 信吾, Izumi Shingo). Hij gaf Eiji de kracht om Kamen Rider OOO te worden, met het doel Eiji to te kunnen gebruiken in zijn eigen plan om de Multi King te worden.

## Productie

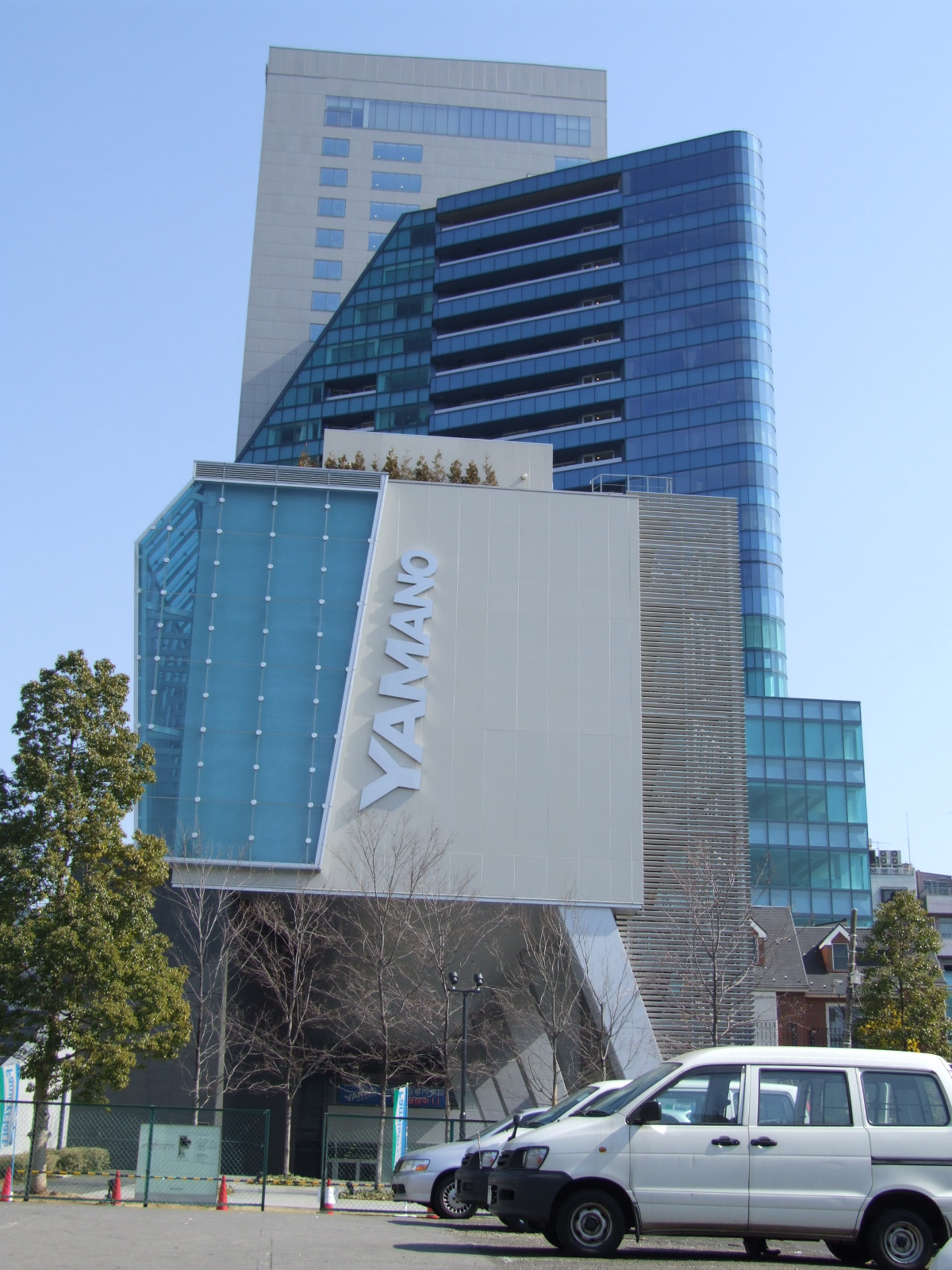
De Yamano Beauty Special School in Shibuya diende als décor voor het kantoor van de Kougami Foundation.

Het scenario van OOO is geschreven door Yasuko Kobayashi, die eerder al meewerkte aan Kamen Rider Ryuki, Den-O, en enkele Super Sentai-series.
De monsters in de serie zijn ontworpen door Yutaka Izubuchi, bekend als bedenker van de Lords uit Kamen Rider Agito, en Tamotsu Shinohara, bekend als de bedenker van de spiegelmonsters uit Ryuki en de Orphnoch uit Kamen Rider 555.
De titel OOO refereert enkel naar de drie medailles die de protagonist gebruikt om te transformeren. Het heeft geen alternatieve betekenis zoals bij bijvoorbeeld Kamen Rider Double en Kamen Rider 555.
De 28e aflevering van Kamen Rider OOO was tevens de 1000e aflevering van de Kamen Rider-series in zijn geheel sinds de première op 3 april 1971.

## Afleveringen
1. Medals, Underwear, and a Mysterious Arm (メダルとパンツと謎の腕, Medaru to Pantsu to Nazo no Ude)
2. Desire, Ice Pops, and Presents (欲望とアイスとプレゼント, Yokubō to Aisu to Purezento)
3. A Cat, Evolution, and a Glutton (ネコと進化と食いしん坊, Neko to Shinka to Kuishinbō)
4. Doubt, a Picture Message, and a Helping Hand (疑いと写メと救いの手, Utagai to Shame to Sukui no Te)
5. A Game of Tag, a Nest, and a Rich Girl (追いかけっこと巣とセレブ, Oikakekko to Su to Serebu)
6. Fashion, a Contract, and the Strongest Combo (お洋服と契約と最強コンボ, Oyōfuku to Keiyaku to Saikyō Konbo)
7. A Lousy Husband, a Trap, and a Jackpot (ダメ亭主と罠と大当たり, Dame Teishu to Wana to Ōatari)
8. Sabotage, Having No Greed, and Taking a Break (サボりと無欲と休憩中, Sabori to Muyoku to Kyūkeichū)
9. Drenched, the Past, and the Scorching Combo (ずぶぬれと過去と灼熱コンボ, Zubunure to Kako to Shakunetsu Konbo)
10. A Fist, an Experiment, and a Super Bike (拳と実験と超バイク, Kobushi to Jikken to Chō Baiku)
11. A Traveller, a Swallowtail, and a Celebrity (旅人とアゲハ蝶と有名人, Tabibito to Agehachō to Yūmeijin)
12. An Eel, the World, and the Gravity Combo (ウナギと世界と重力コンボ, Unagi to Sekai to Jūryoku Konbo)
13. A Siamese Cat, Stress and the Genius Surgeon (シャム猫とストレスと天才外科医, Shamu Neko to Sutoresu to Tensai Gekai)
14. Pride, Surgery, and a Secret (プライドと手術と秘密, Puraido to Shujutsu to Himitsu)
15. The Medal Struggle, the Transport Truck, and the Container (メダル争奪と輸送車と器, Medaru Sōdatsu to Yusōsha to Utsuwa)
16. An End, the Greeed, and a New Rider (終末とグリードと新ライダー, Shūmatsu to Gurīdo to Shin Raidā)
17. The Kendo Girl, Oden, and the Splitting Yummy (剣道少女とおでんと分離ヤミー, Kendō Shōjo to Oden to Bunri Yamī)
18. Destruction, Motives, and the Eel Whip (破壊と理由とウナギムチ, Hakai to Riyū to Unagi Muchi)
19. The Red Medal, the Detective, and a Betrayal (赤いメダルと刑事と裏切り, Akai Medaru to Keiji to Uragiri)
20. A Decoy, the Qualifications, and the Blazing Combo (囮（おとり）と資格と炎のコンボ, Otori to Shikaku to Honō no Konbo)
21. The Grasshopper, the Father and Son, and the Ally of Justice (バッタと親子と正義の味方, Batta to Oyako to Seigi no Mikata)
22. Chocolate, Faith, and the Power of Justice (チョコと信念と正義の力, Choko to Shinnen to Seigi no Chikara)
23. Beauty, the Egg, and the Sleeping Desire (キレイと卵と眠る欲望, Kirei to Tamago to Nemuru Yokubō)
24. Memories, Love, and the Marine Combo (思い出と恋と海のコンボ, Omoide to Koi to Umi no Konbo)
25. The Boxer, the Left Hand, and the Bird Yummy (ボクサーと左手と鳥ヤミー, Bokusā to Hidarite to Tori Yamī)
26. Ankh, the Ring, and Putting it All On (アンクとリングと全部のせ, Anku to Ringu to Zenbu Nose)
27. 1000, a Movie, and the Combatman (1000と映画と戦闘員, Sen to Eiga to Sentōin)
28. 1000, the Kamen Riders, and the Birthday (1000と仮面ライダーと誕生日, Sen to Kamen Raidā to Tanjōbi)
29. The Older Sister, the Doctor, and the Truth About Ankh (姉と博士（ドクター）とアンクの真実, Ane to Dokutā to Anku no Shinjitsu)
30. The King, the Panda, and the Blazing Memory (王とパンダと炎の記憶, Ō to Panda to Honō no Kioku)
31. Returning the Favor, the Plan, and the Purple Medals (恩返しとたくらみと紫のメダル, Ongaeshi to Takurami to Murasaki no Medaru)
32. New Greeed, Emptiness, and the Invincible Combo (新グリードと空白と無敵のコンボ, Shin Gurīdo to Kūhaku to Muteki no Konbo)
33. Friendship, Chaos, and the Belt Left Behind (友情と暴走と残されたベルト, Yūjō to Bōsō to Nokosareta Beruto)
34. The Close Friend, the Use, and This Connection (親友と利用とその関係, Shin'yū to Riyō to Sono Kankei)
35. The Dream, the Brother, and Birth's Secret (夢と兄とバースの秘密, Yume to Ani to Bāsu no Himitsu)
36. Broken Dreams, the Body, and the Greeed Resurrection (壊れた夢と身体とグリード復活, Kowareta Yume to Karada to Gurīdo Fukkatsu)
37. Sleep, One Hundred Million, and the Birth Transfer (眠りと1億とバース転職, Nemuri to Ichi Oku to Bāsu Tenshoku)
38. The Circumstances, a Farewell, and the Tearful Birth (事情と別れと涙のバース, Jijō to Wakare to Namida no Bāsu)
39. The Nightmare, Security Cameras, and Ankh's Revenge (悪夢と監視カメラとアンクの逆襲, Akumu to Kanshi Kamera to Anku no Gyakushū)
40. Control, a Birthday Party, and the Disappearing Ankh (支配と誕生会と消えるアンク, Shihai to Tanjōkai to Kieru Anku)
41. Siblings, the Rescue, and Eiji Leaves (兄妹と救出と映司去る, Kyōdai to Kyūshutsu to Eiji Saru)
42. Ice, Greeedifiation, and Broken Wings (氷とグリード化と砕けた翼, Kōri to Gurīdo-ka to Kudaketa Tsubasa)
43. The Vulture, the Confrontation, and Ankh Returns (ハゲタカと対立とアンクリターンズ, Hagetaka to Tairitsu to Anku Ritānzu)
44. Everyone Together, the Perfect Resurrection, and Your Greed (全員集合と完全復活と君の欲, Zen'in Shūgō to Kanzen Fukkatsu to Kimi no Yoku)
45. The Surprise Attack, the Proto-Birth, and the Desire of Love (奇襲とプロトバースと愛の欲望, Kishū to Puroto Bāsu to Ai no Yokubō)
46. The Eiji Greeed, the Double Births, and Ankh's Desire (映司グリードとWバースとアンクの欲望, Eiji Gurīdo to Daburu Bāsu to Anku no Yokubō)
47. The Red Crack, Satisfaction, and Eiji's Vessel (赤いヒビと満足と映司の器, Akai Hibi to Manzoku to Eiji no Utsuwa)
48. Tommorow's Medals, Underwear, and Arms Held (明日のメダルとパンツと掴む腕, Ashita no Medaru to Pantsu to Tsukamu Ude)

## Films
- Het personage Kamen Rider OOO maakte zijn debuut met een gastoptreden in de film Kamen Rider Double Forever: A to Z/The Gaia Memories of Fate.
- OOO, Den-O, All Riders: Let's Go Kamen Riders (オーズ・電王・オールライダー レッツゴー仮面ライダー, Ōzu Den'ō Ōru Raidā: Rettsu Gō Kamen Raidā): een film die uitkwam op 1 april 2011. De film diende ter viering van het 40-jarig bestaan van de Kamen Rider-series.
- Kamen Rider OOO Wonderful the Movie: The Shogun and the 21 Core Medals (劇場版 仮面ライダーオーズ　WONDERFUL　将軍と２１のコアメダル, Gekijōban Kamen Raidā Ōzu Wandāfuru: Shōgun to Nijū-ichi no Koa Medaru): de hoofdfilm van Kamen Rider OOO. Kwam uit op 6 augustus 2011.
- Kamen Rider × Kamen Rider Fourze & OOO: Movie War Mega Max: Een crossover-fim tussen Kamen Rider OOO en Kamen Rider Fourze.

## Rolverdeling
- Eiji Hino (火野 映司, Hino Eiji): Shu Watanabe (渡部 秀, Watanabe Shū)
- Shingo Izumi/Ankh (泉 信吾／アンク, Izumi Shingo/Anku): Ryosuke Miura (三浦 涼介, Miura Ryōsuke)
- Hina Izumi (泉 比奈, Izumi Hina): Riho Takada (高田 里穂, Takada Riho)
- Shintaro Goto (後藤 慎太郎, Gotō Shintarō): Asaya Kimijima (君嶋 麻耶, Kimijima Asaya)
- Erika Satonaka (里中 エリカ, Satonaka Erika): Mayuko Arisue (有末 麻祐子, Arisue Mayuko)
- Chiyoko Shiraishi (白石 千世子, Shiraishi Chiyoko): Marie Kai (甲斐 まり恵, Kai Marie)
- Kosei Kogami (鴻上 光生, Kōgami Kōsei): Takashi Ukaji (宇梶 剛士, Ukaji Takashi)
- Uva (ウヴァ, Stem): Yūsuke Yamada (山田 悠介, Yamada Yūsuke)
- Kazari (カザリ, Stem): Taito Hashimoto (橋本 汰斗, Hashimoto Taito)
- Gameru (ガメル, Stem): Hiroyuki Matsumoto (松本 博之, Matsumoto Hiroyuki)
- Mezūru (メズール, Stem): Yukana (ゆかな)
- O-Scanner Stem (オースキャナー音声, Ō Sukyanā Onsei): Akira Kushida (串田 アキラ, Kushida Akira)
- Narration (ナレーション, Narēshon): Jōji Nakata (中田 譲治, Nakata Jōji)